# Aglapsvik
Aglapsvik est une localité du comté de Troms, en Norvège.

## Géographie
Administrativement, Aglapsvik fait partie de la kommune de Lenvik.